# Grottaminarda
Grottaminarda es uno de los 119 municipios o comunas ("comune" en italiano) de la provincia de Avellino, en la región de Campania. Con cerca de 8.336 habitantes, según el censo de 2005, se extiende por una área de 28,94 km², teniendo una densidad de población de 288,04 hab/km². Linda con los municipios de Ariano Irpino, Bonito, Flumeri, Fontanarosa, Frigento, Gesualdo, Melito Irpino, y Mirabella Eclano

## Historia
El actual municipio se sitúa sobre una dorsal en la embocadura del valle de Ufita, en los márgenes de las colinas de Catauro y Tamauro, constituye un importante nodo de comunicación que permite el paso desde el litoral del mar Tirreno al Adriático. 
Durante la dominación de los hirpinos (siglos V-IV a. C.), una etnia samnita, en la zona surgen pequeños asentamientos rurales. De esta época, se han encontrado serie de tumbas y corredores funerarios.
En época romana toda la zona se encuentra bajo jurisdicción de la vecina colonia de Aeclanum (Passo di Mirabella) y es plagada por villas agrícolas. De esta época, se han encontrado numerosos restos tales como fragmentos cerámicos, elementos arquitectónicos realizados en mármol y en roca calcárea local, (columnas, cornisas, capiteles,...). También monedas y estelas funerarias.

## Geografía

### Enlaces
Grottaminarda dispone de un enlace a la autopista A16. La estación ferroviaria más próxima está en Ariano Irpino, en la línea ferroviaria que une Roma con Bari.

### Distancias a núcleos principales
Grottaminarda dista cerca de 35 km de Avellino, 75 km de Caserta, 70 km de Salerno, 100 km de Nápoles, 180 km de Bari, 25 km de Benevento, 300 km de Roma, 933 km de Turín.

## Demografía
| Gráfica de evolución demográfica de Grottaminarda entre 1861 y 2001 |
|                                                                     |
| Fuente ISTAT - elaboración gráfica de Wikipedia                     |